# CLINT1
CLINT1 (англ. Clathrin interactor 1) – білок, який кодується однойменним геном, розташованим у людей на короткому плечі 5-ї хромосоми. Довжина поліпептидного ланцюга білка становить 625 амінокислот, а молекулярна маса — 68 259.
| 10         |  | 20         |  | 30         |  | 40         |  | 50         |
| ---------- |  | ---------- |  | ---------- |  | ---------- |  | ---------- |
| MLNMWKVREL |  | VDKATNVVMN |  | YSEIESKVRE |  | ATNDDPWGPS |  | GQLMGEIAKA |
| TFMYEQFPEL |  | MNMLWSRMLK |  | DNKKNWRRVY |  | KSLLLLAYLI |  | RNGSERVVTS |
| AREHIYDLRS |  | LENYHFVDEH |  | GKDQGINIRQ |  | KVKELVEFAQ |  | DDDRLREERK |
| KAKKNKDKYV |  | GVSSDSVGGF |  | RYSERYDPEP |  | KSKWDEEWDK |  | NKSAFPFSDK |
| LGELSDKIGS |  | TIDDTISKFR |  | RKDREDSPER |  | CSDSDEEKKA |  | RRGRSPKGEF |
| KDEEETVTTK |  | HIHITQATET |  | TTTRHKRTAN |  | PSKTIDLGAA |  | AHYTGDKASP |
| DQNASTHTPQ |  | SSVKTSVPSS |  | KSSGDLVDLF |  | DGTSQSTGGS |  | ADLFGGFADF |
| GSAAASGSFP |  | SQVTATSGNG |  | DFGDWSAFNQ |  | APSGPVASSG |  | EFFGSASQPA |
| VELVSGSQSA |  | LGPPPAASNS |  | SDLFDLMGSS |  | QATMTSSQSM |  | NFSMMSTNTV |
| GLGLPMSRSQ |  | NTDMVQKSVS |  | KTLPSTWSDP |  | SVNISLDNLL |  | PGMQPSKPQQ |
| PSLNTMIQQQ |  | NMQQPMNVMT |  | QSFGAVNLSS |  | PSNMLPVRPQ |  | TNALIGGPMP |
| MSMPNVMTGT |  | MGMAPLGNTP |  | MMNQSMMGMN |  | MNIGMSAAGM |  | GLTGTMGMGM |
| PNIAMTSGTV |  | QPKQDAFANF |  | ANFSK      |  |            |  |            |

A: Аланін

C: Цистеїн

D: Аспарагінова кислота

E: Глутамінова кислота

F: Фенілаланін

G: Гліцин

H: Гістидин

I: Ізолейцин

K: Лізин

L: Лейцин

M: Метіонін

N: Аспарагін

P: Пролін

Q: Глутамін

R: Аргінін

S: Серин

T: Треонін

V: Валін

W: Триптофан

Кодований геном білок за функцією належить до фосфопротеїнів. 
Задіяний у таких біологічних процесах як ендоцитоз та альтернативний сплайсинг. 
Білок має сайт для зв'язування з ліпідами. 
Локалізований у цитоплазмі, мембрані, цитоплазматичних везикулах.

## Будова
На Ν-кінці CLINT1 має ΕΝΤΗ-домен, де ΕΝΤΗ це Epsin N-Terminal Homolog, що складається з ~150 амінокислот. В цьому фрагменті CLINT1 найбільш подібний до EPN1, та має однакову подібність до EPN2 та EPN3. Інша частина білку складається з ~475 амінокислот, слабко організована та мало подібна до епсинів.

## Функції
CLINT1 бере участь у клатрин-залежному ендоцитозі. На відміну від епсинів, AP180, HIP1 та HIP1R, що також беруть участь у клатрин-залежному ендоцитозі, CLINT1 локалізується в основному на транс-Гольджі та ендосомах. ΕΝΤΗ-домен зв'язується з мембраною, а регіон з 163 по 625 амінокислоту взаємодіє і колокалізується з AP1 та GGA2, які є адаптерними протеїнами і їх функцією є траффікінг маннозо-6-фосфат рецепторів від апарату Гольджі до ендосомально-лізосомальної системи. CLINT1 взаємодіє з SNARE на мембрані, що призводить до релокалізації VTI1B на ендосомах та лізосомах.  Отже основними функціями CLINT1 є утворення клатринових структур та перенос білків від транс-Гольджі до ендосомальної-лізосомальної системи. Нокаут гену CLINT1 в перидермальних клітинах приводить до порушення гомеостазу через підвищення ендоцитозу та накопичення лізосом.

## Клінічне значення
В дослідженнях різних етнічних груп було показано, що ген CLINT1 пов'язаний з шизофренією. Причиною може бути взаємодія з білками SNARE. Було показано, що велика кількість різних механизмів та сортинг білків рецепторами SNARE, що регулюють кількість GCPR-рецепторів та їх перенос до лізосом, неправильно функціонують в мозку пацієнтів з шизофренією. Ще на можливу роль в механізмі формування шизофренії білку CLINT1 вказує те, що антипсихотик клозапін підвищує інтерналізацію 5-HT2A-рецепторів через клатринові везикули та підвищує рівень експресії білків CLINT1, AP180, AP2A2, AP2B1, які є важливими в клатрин-залежному ендоцитозі.